# Xã Morgan, Quận Morgan, Ohio
Xã Morgan (tiếng Anh: Morgan Township) là một xã thuộc quận Morgan, tiểu bang Ohio, Hoa Kỳ. Năm 2010, dân số của xã này là 2.562 người.